# The Devil, You + Me
The Devil, You + Me è il sesto album della band tedesca Notwist, pubblicato nel maggio 2008.
Dal disco sono stati estratti i singoli Where in the World e Boneless.

## Tracce
1. Good Lies – 5:23
2. Where in This World – 4:38
3. Gloomy Planets – 4:49
4. Alphabet – 3:02
5. The Devil, You + Me – 3:39
6. Gravity – 3:56
7. Sleep – 3:46
8. On Planet Off – 5:06
9. Boneless – 2:55
10. Hands on Us – 4:28
11. Gone Gone Gone – 2:09